# Antoine Groignard

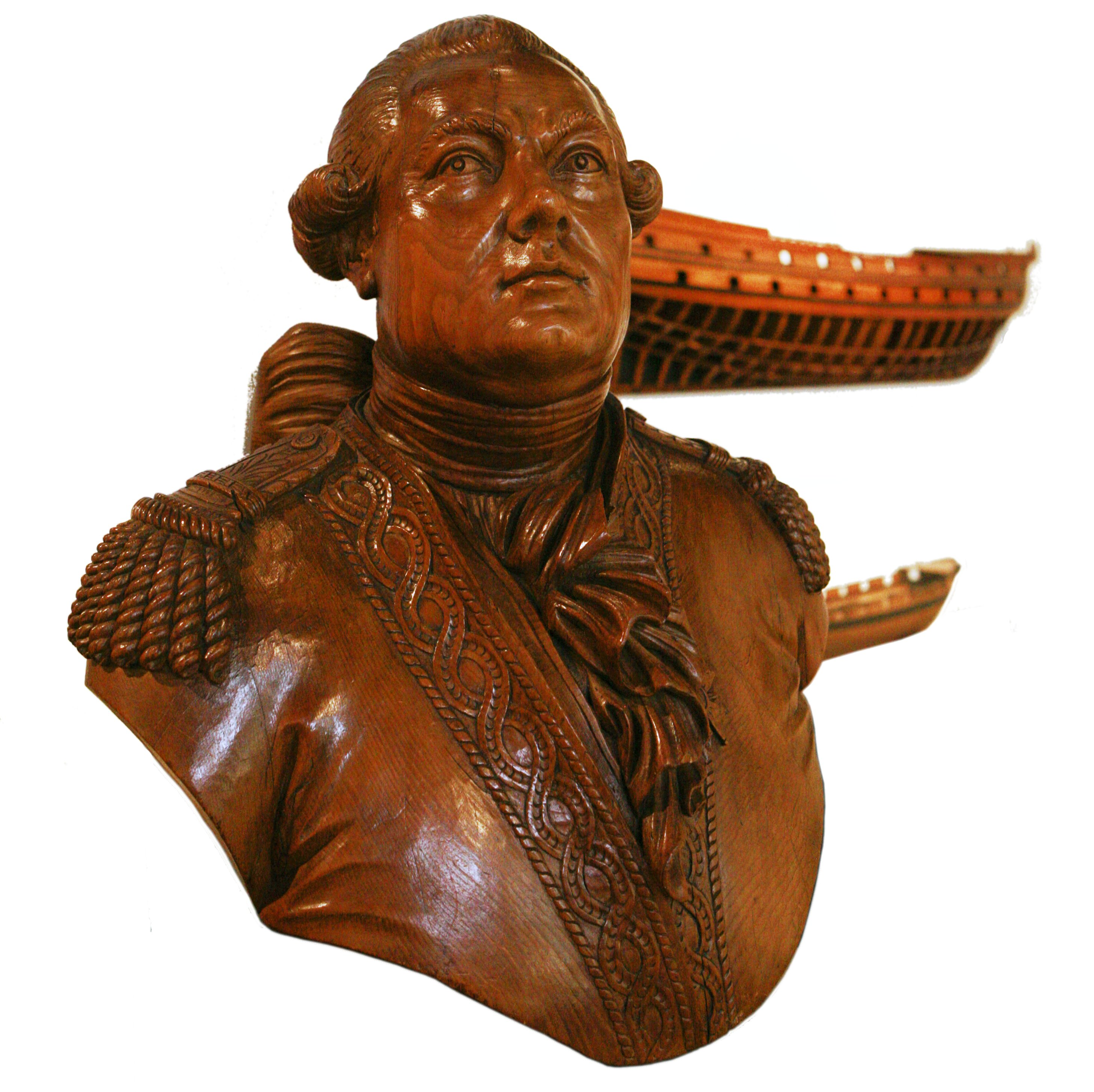
Porträtbüste von Antoine Groignard

Antoine Groignard (ab 1781 mit dem Zusatz du Justin, * 4. Februar 1727 in Solliès-Pont; † 26. Juli 1799 in Paris) war ein hochrangiger französischer Marine-Ingenieur und Schiffskonstrukteur.

## Leben
Groignard wurde als Sohn des Lotsen Arnaud Groignard (1680–1750) geboren und trat als Kadettenstudent in die École des ingénieurs-constructeurs des vaisseaux royaux in Paris ein. 1747 wurde er sous-constructeur in Brest, 1749 dann in Rochefort. Seit 1754 ingénieur-constructeur, beschäftigte er sich eingehend mit Fragen der Schlingerstabilität und Solidität von Schiffsrümpfen. Während des Siebenjährigen Kriegs trug er durch die von ihm konstruierten schwimmenden Batterien zur Verteidigung des Hafens von Le Havre gegen einen britischen Angriff am 3. – 5. Juli 1759 bei. Im selben Jahr teilte er sich mit Leonhard Euler einen Preis der Académie des sciences für eine Abhandlung zur Stabilität von Schiffen.
Am 1. April 1765 erhielt er den Rang eines ingénieur-constructeur en chef. Abgestellt zur Ostindienkompanie, war er fortan verantwortlich für die Errichtung von Marinebauten für Handels- und Kriegszwecke. Sein Hauptwerk wurde das große Trockendock im Arsenal von Toulon, das er konstruierte und dessen Bau vom 1. Mai 1774 bis zum 25. September 1778 er leitete. Am 1. Januar 1779 wurde er zudem in den Rang eines ingénieur-géneral mit Rang und Würden eines Schiffskapitäns der Kriegsmarine erhoben und am 15. September zum vollen Kapitänsdienstgrad befördert.
1781–1783 führte Groignard die Erweiterung des Trockendocks von Brest durch und erhielt während dieser Zeit 1781 die Nobilitierung und trug fortan das Adelsprädikat du Justin als Namenszusatz. Am 15. September 1782 folgte die Ernennung zum directeur des constructions navales. Am 16. April 1793 bekam er die Position des ordonnateur, also des obersten staatlichen Weisungsbefugten, von Toulon übertragen. In dieser Funktion sicherte er 1796 die Loyalität der Stadt zum Direktorium und war für die Vorbereitungen zu Napoleon Bonapartes Ägyptenfeldzug verantwortlich. Seit 1779 war er Mitglied der Académie des sciences.
Insgesamt war Groignard neben diversen Großbauten im Verlauf seiner Karriere Konstrukteur von 39 zivilen Segelschiffen, 18 Fregatten und 280 kleineren Bauwerken.

## Entwürfe
- Orient, 80-Kanonen-Linienschiff (1756)
- Bordelais-Klasse, 56-Kanonen-Linienschiff, 4 Einheiten (1761)
- Coquette-Klasse, Kanonenboot, 21 Einheiten (1761)
- Diligent-Klasse, 74-Kanonen-Linenschiff, 2 Einheiten (1762)
- Bretagne, 100-Kanonen-Linienschiff (1765)
- Bien-Aimé-Klasse, 74-Kanonen-Linienschiff, 2 Einheiten (1768)
- Alcmème-Klasse, 32-Kanonen-Fregatte, 2 Einheiten (1773)
- Solitaire-Klasse, 64-Kanonen-Linienschiff, 2 Einheiten (1774)
- Pégase-Klasse, 74-kanonen-Linienschiffe, 6 Einheiten (1781)
- Deux Frères, 80-Kanonen-Linienschiff (1782)
- Seine-Klasse, 28-Kanonen-Transportschiff, 4 Einheiten (1783)

## In der Literatur
Der deutsche Schriftsteller Stefan Andres verfasste 1936 die Kurzgeschichte Das Trockendock, in der er die Person Groignards und den Bau des Trockendocks von Toulon aufgriff. Dabei allerdings nahm Andres sich erhebliche Freiheiten heraus:
In der Erzählung wird Groignard – dort durchgehend fälschlich Grognard geschrieben – Zeuge eines Stapellaufs im Arsenal von Toulon, bei dem wie üblich ein Sträfling den letzten Stützbalken unter dem Schiffsrumpf fortschlagen muss. Gelingt es dem Sträfling, sich vor dem sich dann in Bewegung setzenden Rumpf in Sicherheit zu bringen, ist er begnadigt. Doch bislang ist es noch keinem gelungen; Groignard muss mitansehen, wie der Mann von dem ins Wasser gleitenden Schiff zermahlen wird. Daraufhin setzt er sich für den Bau eines von ihm konstruierten Trockendocks ein, um diese grausamen Stapelläufe überflüssig zu machen und dem Tod der Sträflinge ein Ende zu bereiten. Bei Vollendung des Docks wird er jedoch von einem wütenden Sträfling mit einem Hammer erschlagen, weil er ihm und allen anderen Verurteilen die Illusion genommen hat, die Freiheit erlangen zu können.
Diese fast vollständig frei erfundene Darstellung ist bis heute in zahlreichen Schulbüchern enthalten, ohne einen Hinweis auf ihre Ahistorizität und darauf, dass Groignard tatsächlich im Alter von 72 Jahren eines natürlichen Todes starb.